# Bouchoir
Bouchoir é uma comuna francesa na região administrativa de Altos da França, no departamento de Somme. Estende-se por uma área de 5,88 km². Em 2010 a comuna tinha 283 habitantes (densidade: 48,1 hab./km²).